# 火艾礁
火艾礁位于南沙群岛道明群礁以东，在西月岛西南约17海里，环礁长7公里，宽2.2公里，退潮时露出，有礁湖，无礁门，中国渔民向称火哀，因环礁东北角伸出的礁体使整个礁形如"火哀"得名，"火哀"原指中国海南渔民用椰衣制成的用来点火的火种。1983年公布火艾礁为标准名称，但有些外文图书称为Irving Reef。